# Liste der Thai-Zählwörter
Thai-Zählwörter (auch Klassifikatoren oder auch Kategoriewörter genannt) werden für die Bildung des Plurals benutzt. Derartige Zählwörter sind auch in anderen Sprachen geläufig.

## Verwendung der Zählwörter
Die Zählwörter sind in der Thailändischen Sprache stets zu verwenden bei der Bildung des Plurals und wenn eine bestimmte oder unbestimmte Menge ausgedrückt werden soll.
Beispiele (Thai und Aussprache in IPA):
- zwei Menschen = คนสองคน [kʰon sɔ̌ːŋ kʰon] (kʰon = Mensch, sɔ̌ːŋ = zwei)
- viele Pferde = ม้าหลายตัว [máː lǎːi tuːa] (máː = Pferd, lǎːi = viele)

## Liste der Zählwörter
| Thai   | IPA       | Substantive |
| ------ | --------- | --- |
| กระบอก | [krabɔ̀ːk] | Schusswaffen |
| กระป๋อง | [krapɔ̌ŋ]  | Dosen mit Inhalt |
| กลุ่ม    | [klùm]    | Menschengruppen |
| ก้อน    | [kɔ̂ːn]    | klumpenförmige Objekte: Batterien, Eiswürfel, Kuchen, Kekse, Seife, Steine; Satz, Zusammenstellung, Stapel oder Haufen von Dingen |
| กัณฑ    | [kan]     | Sutras |
| ก้าน    | [kâːn]    | Streichhölzer |
| กิ่ง     | [kìŋ]     | Zweige (von Bäumen), Stoßzähne (von Elefanten) |
| แก้ว    | [kɛ̂ːu]    | Gläser mit Inhalt |
| ขณะ    | [kʰànà]   | Regierungen (Zeitabschnitt) |
| ขบวน   | [kʰabuan] | Züge, Prozessionen |
| ขวด    | [kʰùat]   | Flaschen mit Inhalt |
| ข้อ     | [kɔ̂ː]     | Probleme |
| ข้าง    | [kʰâːŋ]   | Einzelteile eines Paares: Beine, Ohren, einzelne Ohrringe |
| โขลง   | [klǒŋ]    | Elefantenherden |
| คน     | [kʰon]    | Menschen |
| คัน     | [kʰan]    | Fahrzeuge, Gabeln, Löffel, Schirme |
| คู      | [kʰûː]    | Paare von Objekten: Essstäbchen, Ohrringe, Schuhe, Handschuhe |
| เครื่อง  | [kʰrɨ̂aŋ]  | Maschinen |
| จาน    | [tʃaːn]   | Teller mit Essen |
| ฉบับ    | [tʃabàp]  | Briefe, Dokumente, Unterlagen, Zeitungen |
| ช่อ     | [tʃɔ̂ː]    | Blumensträuße |
| ชัน     | [tʃán]    | Schulklassen und -stufen |
| ชาม    | [tʃaːm]   | große Schalen mit Inhalt |
| ชิ้น     | [tʃín]    | scheibenförmige Objekte: Amulette, Brotscheiben, Kuchen, Kekse |
| ชุด     | [tʃʰút]   | Satz/Zusammenstellung von Objekten |
| ชุด     | [tʃút]    | Regierungen |
| เชือก   | [tʃɨ̂ak]   | Elefanten (einzelne) |
| ซอง    | [sɔːŋ]    | Briefumschläge, Schachteln und Pakete mit Inhalt, Zigarettenschachteln |
| ซี่      | [sîː]     | Rippen, Zähne |
| ดวง    | [duaŋ]    | Lampen, Sternen, Sonnen, Sterne, Planeten, Glühbirnen, Briefmarken, Herzen (ใจ) |
| ดอก    | [dɔ̀ːk]    | einzelne Blumen, Schlüssel |
| ด้าม    | [dâːm]    | Besen, Schreibstifte |
| ตน     | [ton]     | Geister, Riesen, Einsiedler |
| ต้น     | [tôn]     | Pflanzen, Bäume, Säulen |
| ตัว     | [tua]     | Kleidungsstücke, Hemden, Hosen, Handtücher, Möbel, Stühle, Tische, Ventilatoren, Tiere, Werkzeuge, |
| ตู      | [tûː]     | Kühlschränke |
| ถ้วย    | [tʰûai]   | kleine Schalen oder Tassen mit Inhalt |
| ถุง     | [tʰǔŋ]    | Taschen, Tüten |
| นาย    | [naːi]    | Menschen, Respektspersonen, Soldaten, Beamte |
| บาน    | [baːn]    | Fenster, Türen, Spiegel |
| ใบ     | [bai]     | kleine Objekte: Tickets, Fahrscheine, Kissen, einzelne Bananen, Beutel, Bilder, Zeichnungen, Blätter, Dosen mit Inhalt, leere Flaschen, leere Gläser, leere Tassen, leere Schalen, leere Teller große Früchte, Hüte, Koffer, große Taschen, Papierbogen, Rasierklingen, Eier, Zigarettenschachteln |
| ปอนด   | [pɔːn]    | Brotlaibe |
| แปลง   | [plɛːŋ]   | Landstücke |
| ผืน     | [pʰɨ̌ːn]   | Handtücher, Laken, Landstücke, Matten |
| แผง    | [phɛ̌ːŋ]   | Medizinschachteln |
| แผ่น    | [pʰɛ̀ːn]   | flache Objekte (Scheiben, Spiegel, Tische, Tafeln, Papierbogen) |
| แพ็ค    | [pɛk]     | Packungen |
| ฟอง    | [fɔːŋ]    | Eier |
| มวน    | [muan]    | Rollen: Toilettenpapier, Video- und Kassettenbänder, Zigaretten, Film |
| มื้อ     | [mɨ́ː]     | Mahlzeiten |
| เม็ด    | [mèt]     | sehr kleine Objekte (Bonbons, Pillen) |
| รอบ    | [rɔ̂ːp]    | Jahrestage, Theatervorstellungen, Zyklen, Umdrehungen |
| รูป     | [rûːp]    | einfache Mönche, Statuen |
| เรื่อง   | [rɨ̂aŋ]    | Filme (Kinofilme) |
| เรือน   | [rɨan]    | Uhren |
| โรง    | [roːŋ]    | Hotels, Schulen |
| ลำ     | [lam]     | Boote, Flugzeuge |
| ลูก     | [lûːk]    | runde Objekte: Eier, Früchte, Kokosnüsse; Berge, Schlüssel |
| เล่ม    | [lêm]     | Bücher, Messer |
| วง     | [woŋ]     | Ringe |
| วัด     | [wát]     | Wats (Tempel) |
| สาย    | [sǎːi]    | Flüsse, Straßen |
| เส้น    | [sên]     | linienförmige Objekte: Gürtel, Haarsträhnen, Halsketten, Nudeln, Straßen |
| หลอด   | [lɔ̀ːt]    | Garnrollen, Tuben |
| หลัง    | [lǎŋ]     | Gebäude, Häuser |
| หวี     | [wǐ]      | Bananen, Büschel („Kamm“) |
| ห่อ     | [hɔ̀ː]     | eingewickelte Pakete |
| ห้อง    | [hɔːŋ]    | Zimmer, Räume, Schulklassen |
| หัว     | [hǔa]     | ganze Kartoffeln |
| แห่ง    | [hɛ̀ŋ]     | Örtlichkeiten, Hotels, Tempel |
| แหล่ง   | [lɛ̀ŋ]     | Örtlichkeiten |
| องค    | [ˀoŋ]     | Könige, Buddhastatuen, hochgestellte Mönche |
| อัน     | [ˀan]     | universales Zählwort für Objekte (im Zweifelsfall stets benutzbar); Brillen, Werkzeuge |

## Besondere Regeln
In manchen Fällen sind die Zählwörter identisch mit den Nomen, die sie bezeichnen sollen, so z. B. bei Tüten ถุง [tʰǔŋ]. In solchen Fällen können in informellen Gesprächen die Zählwörter wegfallen.
Beispiel (Worte in Klammern können wegfallen):
- Wie viele Tempel gibt es in Chiang Mai? = ที่เชียงใหม่มี(วัด)กี่วัด [tʰîː tɕʰiaŋmài miː (wát) kìː wát]
- Sie/er sang viele Lieder = เขาร้อง(เพลง)หลายเพลงแล้ว [kʰǎu rɔ́ːŋ (pʰleːŋ) lǎːi pʰleːŋ lɛ́ːu]